# Martin Ekström (fotbollsspelare)
Martin Ekström, född 5 mars 1980, är en svensk före detta fotbollsspelare (mittfältare). Han spelade under sin karriär i Allsvenskan för Halmstads BK och Brommapojkarna. 
Ekströms moderklubb är Halmstadslaget IF Leikin, vilka han som 17-åring lämnade för Halmstads BK. Inför säsongen 2001 blev Ekström uppflyttad i HBK:s A-lag. Han debuterade redan i den andra omgången av Allsvenskan mot IFK Göteborg på Örjans vall. Ett par dagar senare gjorde han även sitt första allsvenska mål i en 5–0-seger över IF Elfsborg. I augusti samma år fick han spela sin första match från start i en bortavinst över Örgryte IS. Han spelade totalt 19 matcher och gjorde fyra mål under sin debutsäsong. Till säsongen efter var Jonas Thern ny som tränare i klubben och Ekström fick inte lika mycket speltid.
Inför säsongen 2003 valde Ekström att lämna Halmstad för IF Brommapojkarna. Inför säsongen 2008 lämnade Ekström degraderade Brommapojkarna för spel i Sirius. 2009–2010 spelade han för Valsta Syrianska IK. 2011 spelade Ekström för BKV Norrtälje i Division 2. Under sin tid i klubben gjorde han sju mål på 17 matcher. Han gick inför säsongen 2012 till Bele Barkarby IF. Han spelade för klubben under säsongerna 2012 och 2013. Under 2012 spelade han en match och under 2013 blev det nio matcher samt fem mål för Ekström. Efter säsongen 2013 lämnade han klubben.
Utanför fotbollsplanen arbetar Ekström som resurspedagog i Vittra i Frösunda. 